# Santa Maria de Serrallonga
Santa Maria de Serrallonga és l'església parroquial del poble de Serrallonga, de la comuna nord-catalana del mateix nom, a la comarca del Vallespir.
Està situada a la part alta del poble, a l'extrem de llevant del nucli de població actual, a redós del cementiri.

## Història
La primera menció registrada de l'església és del 988, però l'edifici original, possiblement amb sostre de fusta i molt senzill, va ser substituït per un de nou el 1018 (data que mostra el llindar), consagrat el 1019. L'edifici actual, però, no sembla que es pugui datar abans del segle XII; i el campanar hauria estat modificat al XVI o al XVII.
Santa Maria de Serrallonga va ser declarat Monument històric de França el 13 de desembre del 1948.

## Arquitectura

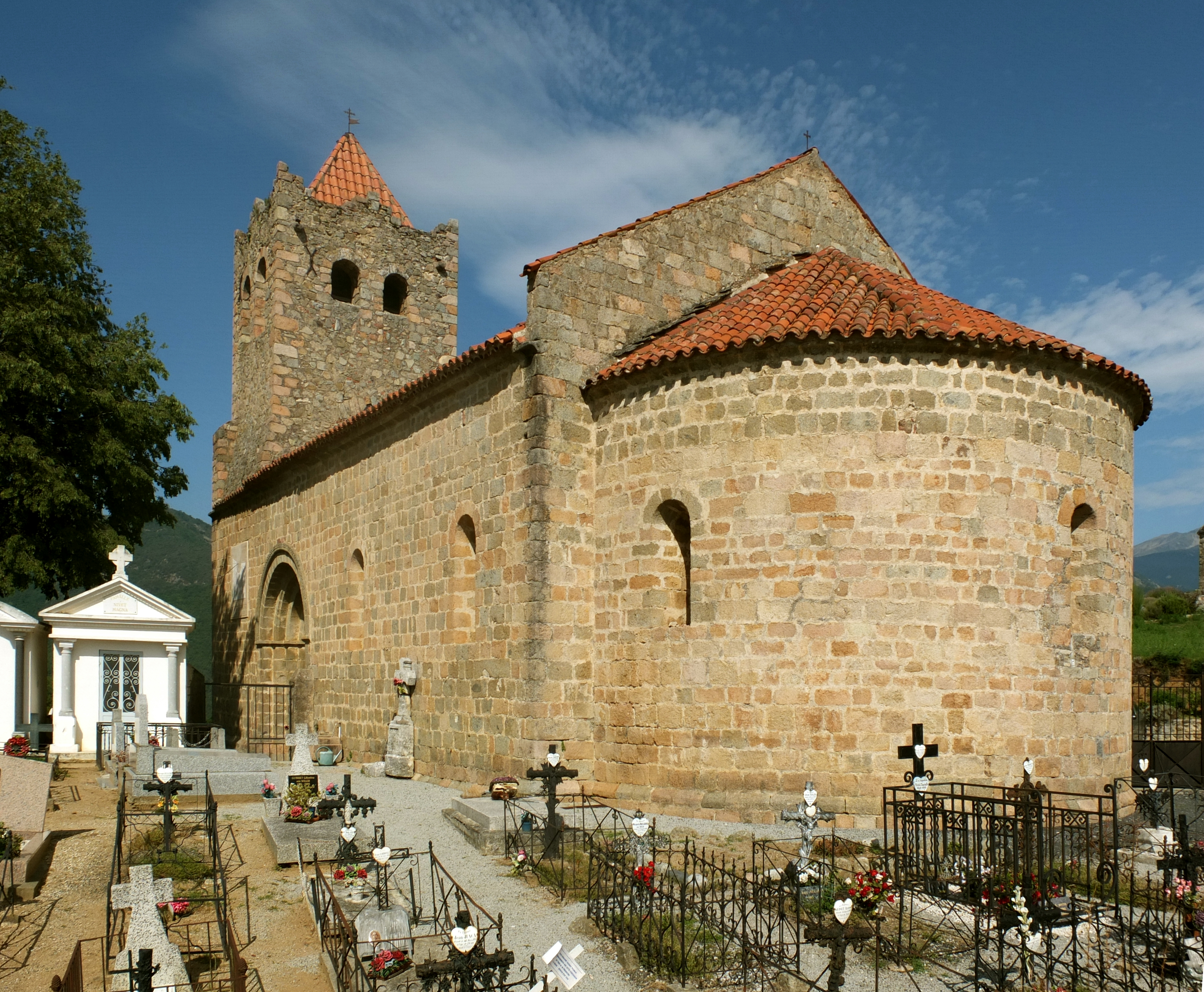
Absis i façana est

Es tracta d'una església romànica de pedra. És d'una sola nau amb volta de canó, acabada en un absis semicircular, amb cobertura de quart d'esfera. Dins els gruixuts murs laterals s'hi obriren quatre nínxols. El campanar de torre s'aixeca per damunt de la part occidental de l'església, i dues de les parets de torre són prolongació dels murs de les façanes sud i oest, mentre que les altres dues reposen directament sobre la volta.

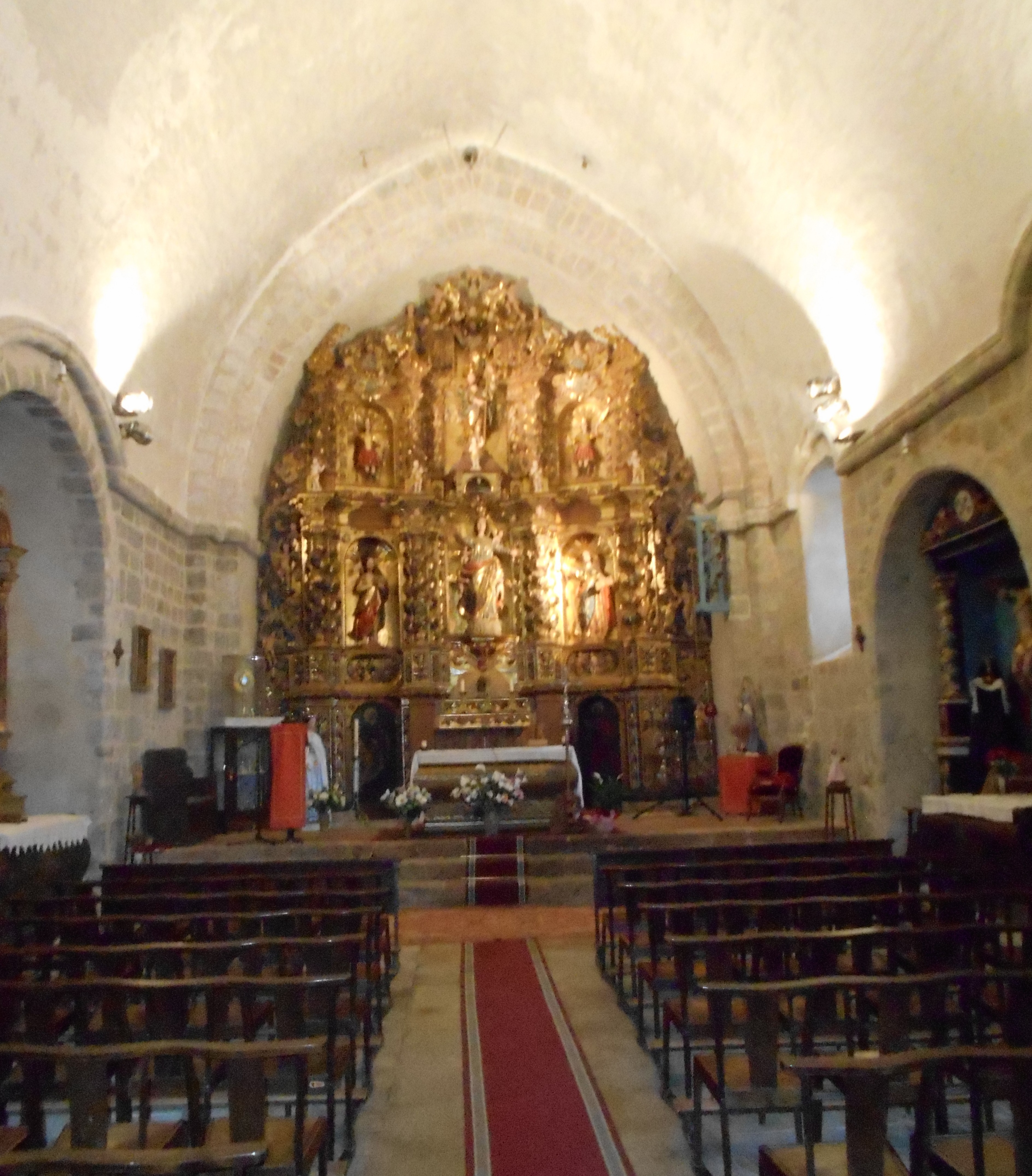
Interior de l'església. Absis

La cobertura original de la torre va ser alterada, potser al segle xvi o al XVII, i hom li afegí uns merlets escalonats, més alts als angles i enmig. Les dues campanes són del 1701 i duen el nom dels fonedors: "Jean Fauré aidé par Emmanuel Riu". Jean-Auguste Brutails dibuixà el 1888 el sepulcre de Guillem Galceran de Cabrenys, que datà de finals del segle xiii o començaments del XIV.
L'interessant portal, que s'obre a migdia com el de moltes altres esglésies contemporànies, està emmarcat per quatre arquivoltes en degradació, coronades per arcs de mig punt. La porta té una antiguitat considerable, i està decorada amb un picador i una ferramenta fent petites espirals disposades en bandes paral·leles al terra. El pany de la porta, també en ferro forjat, du una inscripció "++BER (NARDUS): FABER VELIM: ME FECIT" i un crismó. La façana sud i l'absis mostren grans finestres d'arc de mig punt; i al costat de la porta es pot veure un rellotge de sol.

## Mobiliari
El mobiliari es compon d'una creu de processó de plata repussada d'entre els segles XV i XVII, que podria procedir del taller de Pere Barnés; una custòdia dels voltants del 1890, donada a l'església el 1920 en record del poeta Pere Talrich; i una segona custòdia, del 1745, feta per Abdó Cases, orfebre a Figueres.
El retaule de l'altar major, datat el 1713, mostra Déu Pare a dalt de tot; per sota, sant Abdó, Crist ressuscitat i sant Senén; en el registre següent, sant Joan Baptista, l'Assumpció i Sant Jaume el Major; a la predel·la, l'Agonia de Crist a l'esquerra i la Flagel·lació a la dreta; i sobre les portes, sant Pere a l'esquerra i sant Pau a la dreta. El retaule del Roser, del segle XVII però reestructurat al XIX, mostra també Déu Pare al capdamunt, i una santa no identificada per dessota; el segon registre mostra la Nativitat a l'esquerra i la Presentació a la dreta; el registre inferior té l'Anunciació, la Mare de Déu del Roser i la Visitació; i la predel·la reprodueix l'Agonia a l'esquerra i la Flagel·lació a la dreta.

## Imatges

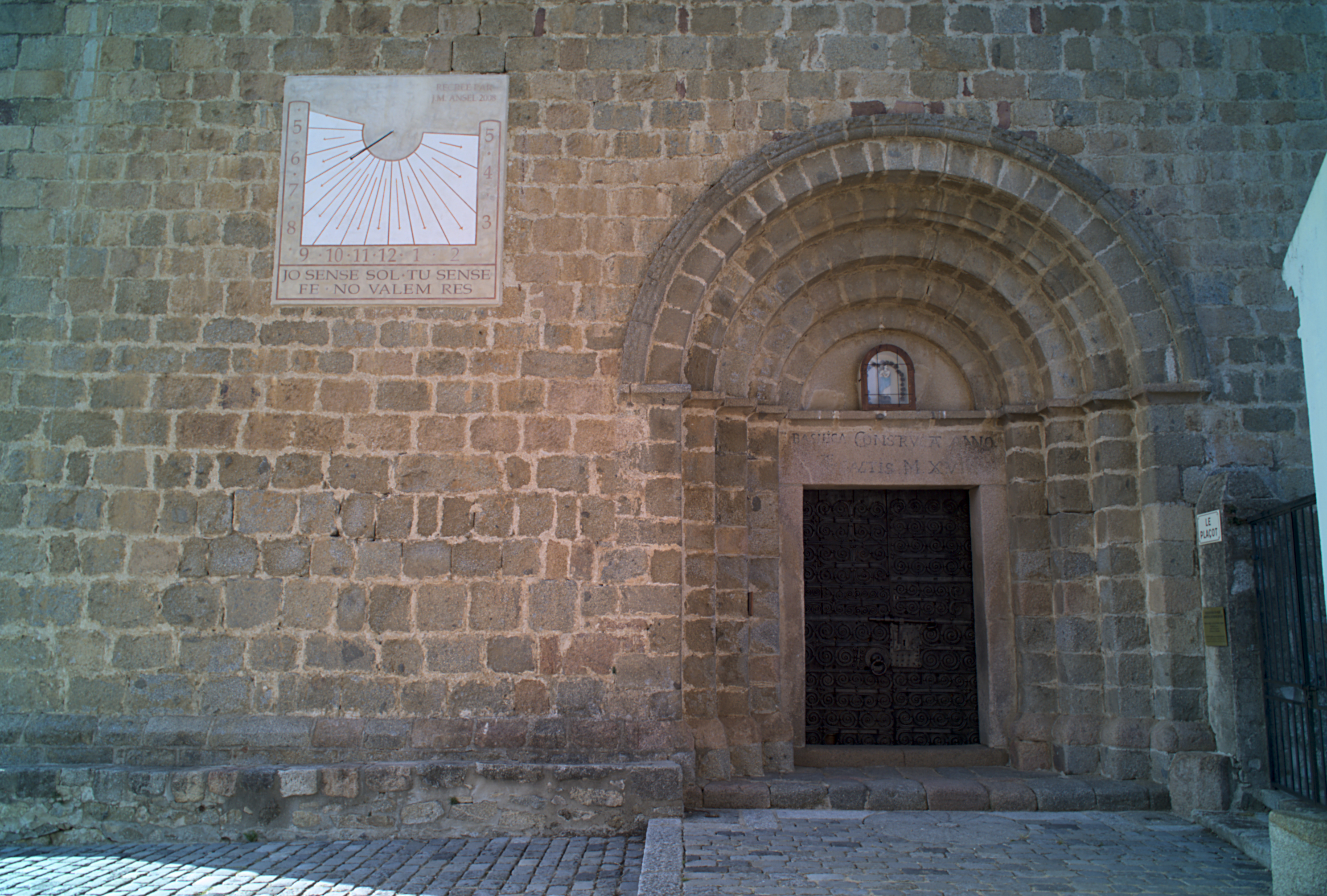
Façana del portal
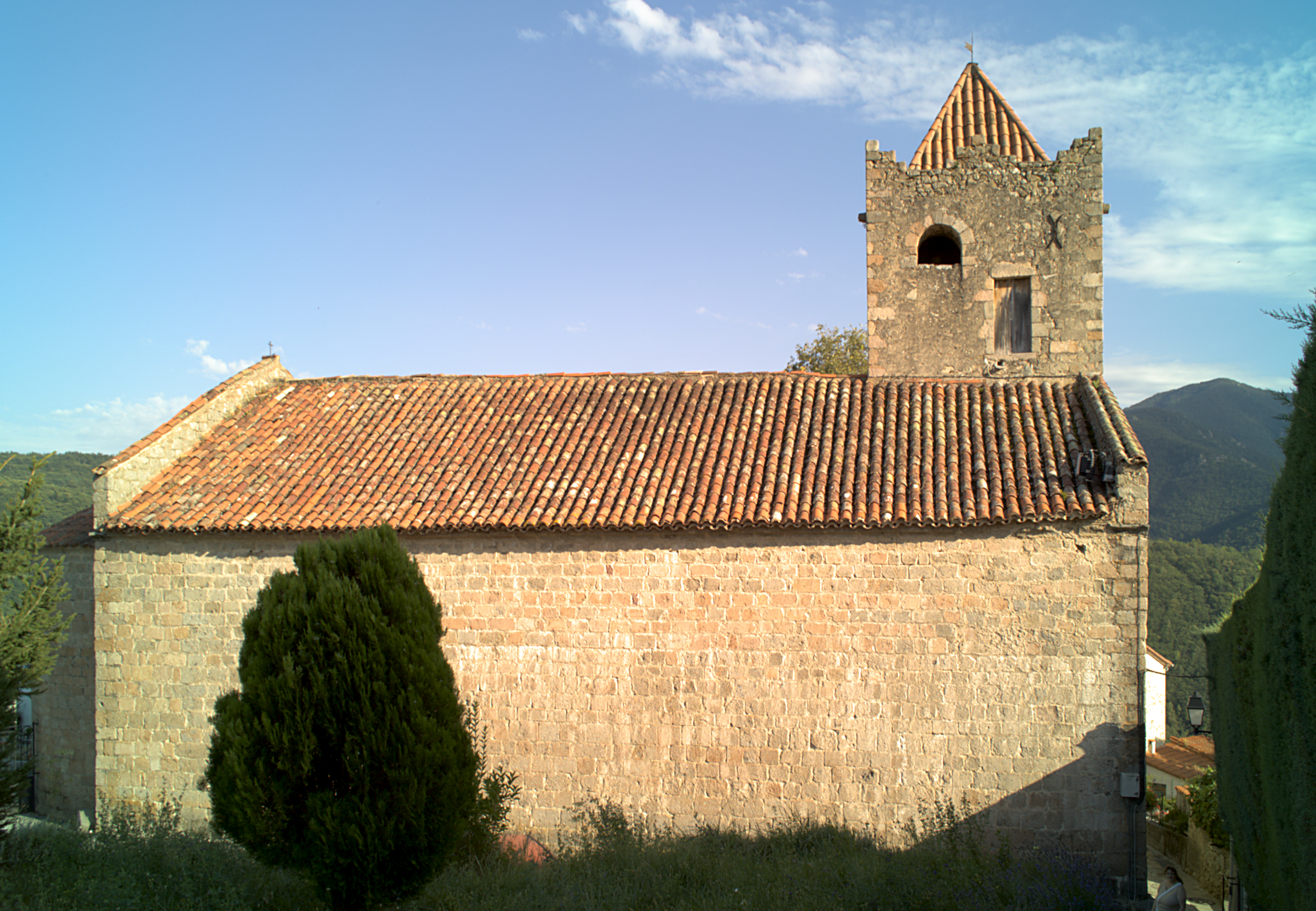
Façana nord
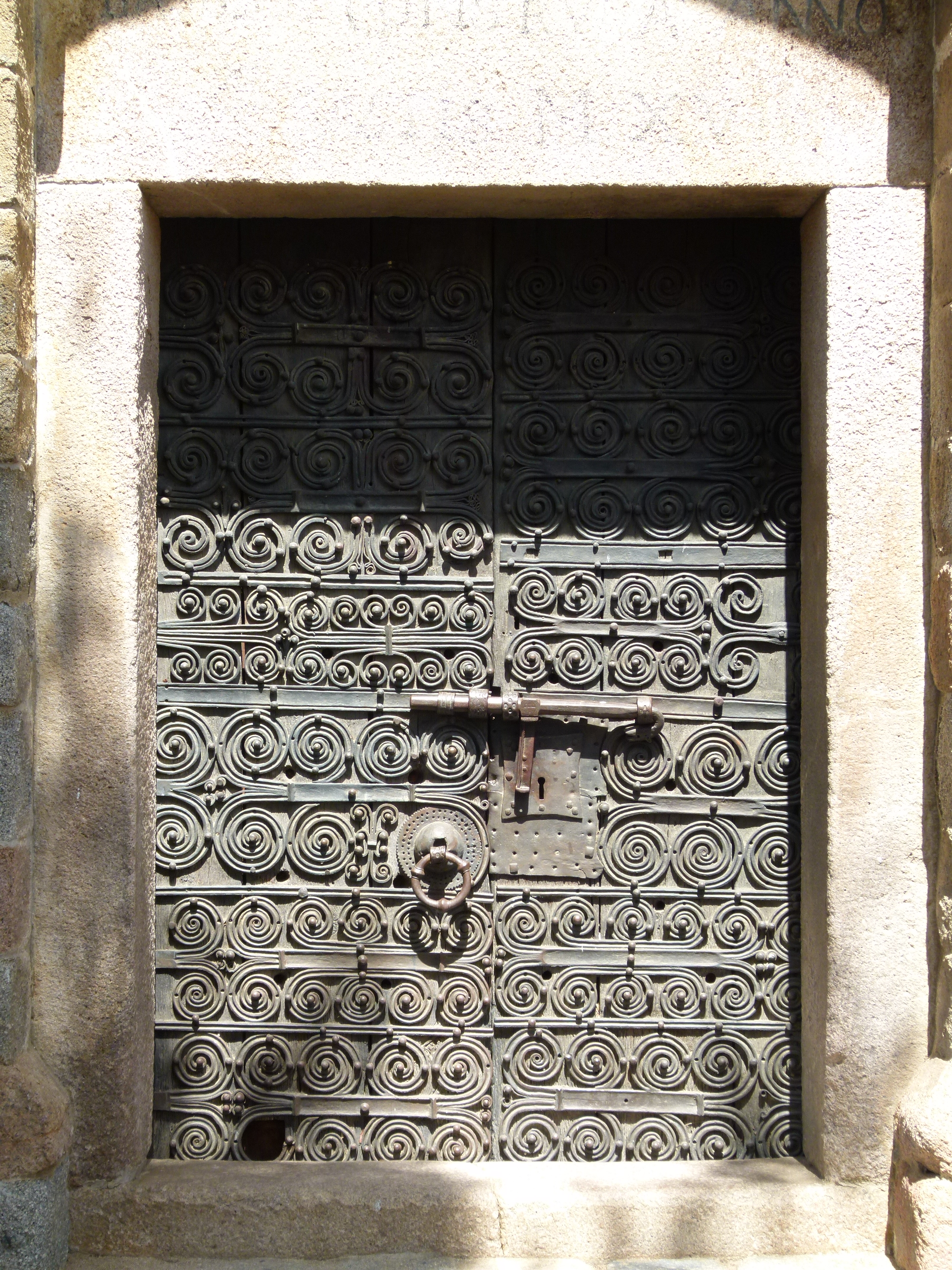
Detall de la porta
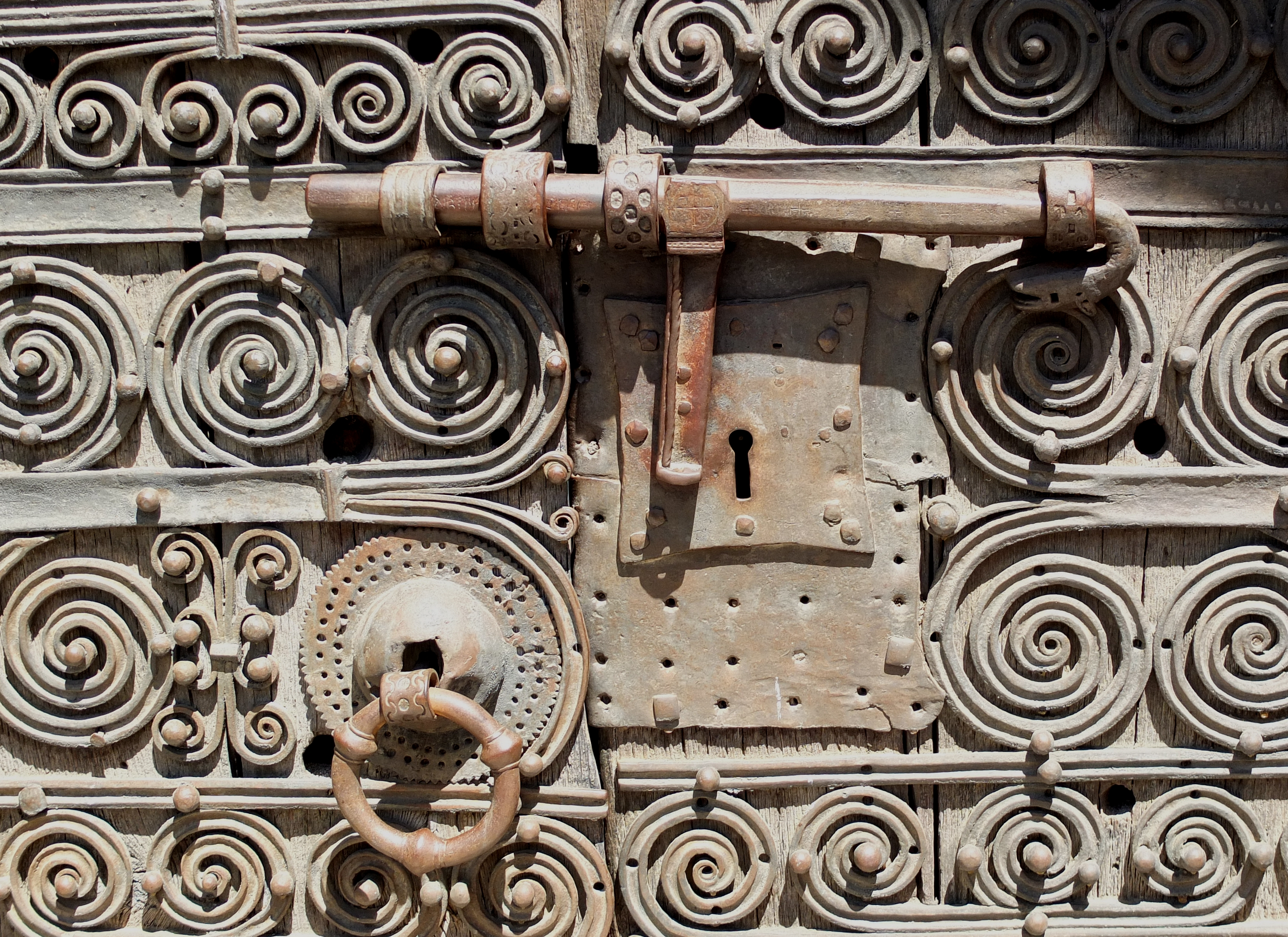
Pany de l'església
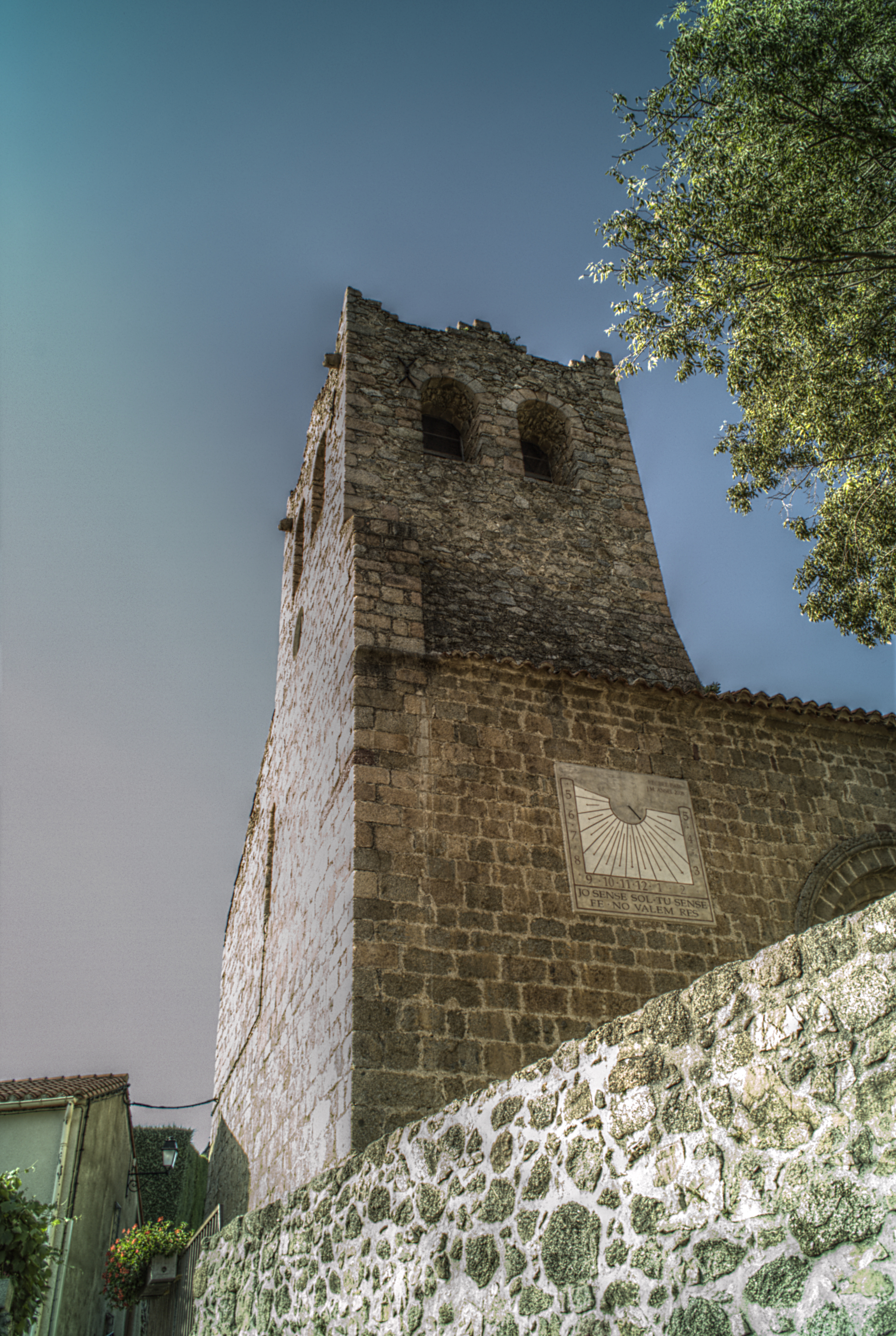
Campanar
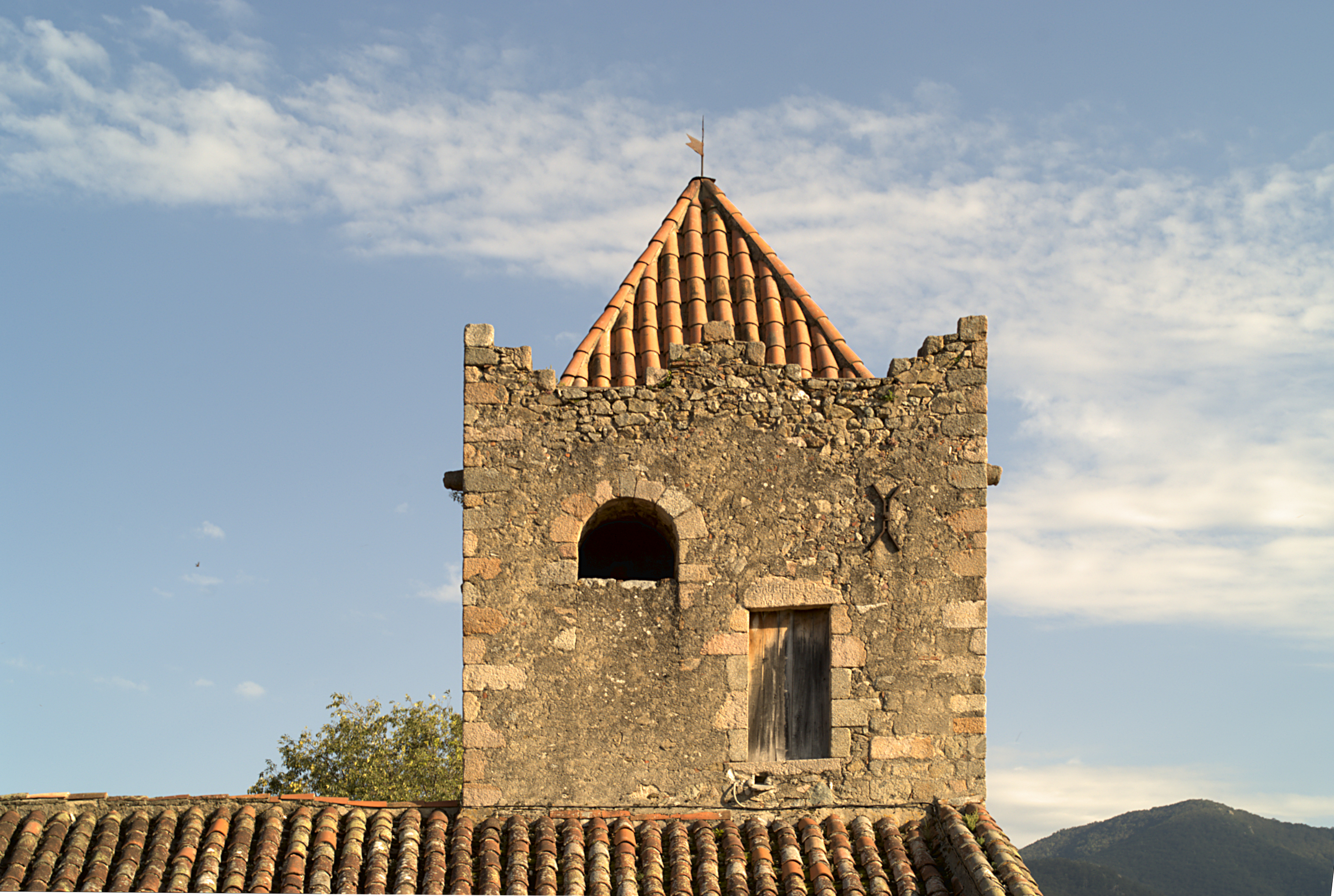
Detall del campanar